# حلقيات المحاجم
حلقيات المحاجم (الاسم العلمي: Cyclophyllidea) هي رتبة من الحيوانات تتبع طائفة الديدان الشريطية.

## التصنيف
- المحرشفات
  - المحرشفة